# Luis Mosquera (1964)
Luis Bolivar Mosquera (14 december 1964) is een voormalig profvoetballer uit Ecuador, die gedurende zijn actieve loopbaan speelde als verdediger.

## Clubcarrière
Mosquera kwam onder meer uit voor Club Deportivo El Nacional. Met die club won hij driemaal de Ecuadoraanse landstitel. Hij speelde eveneens voor Deportivo Quito.

## Interlandcarrière
Mosquera speelde in zeven interlands voor Ecuador. Onder leiding van de Uruguayaanse  bondscoach Luis Grimaldi maakte hij zijn debuut op 8 maart 1987 in een vriendschappelijke wedstrijd in Havana tegen Cuba (0-0).

## Erelijst
Club Deportivo El Nacional
- Campeonato Ecuatoriano

1984, 1986, 1992